# Като в огледало
„Като в огледало“ (на шведски: Såsom i en spegel) е шведски драматичен филм от 1961 година на режисьора Ингмар Бергман. Главните роли се изпълняват от Хариет Андершон, Гунар Бьорнстранд и Макс фон Сюдов.

## В ролите
| Изпълнител        | Роля   |
| ----------------- | ------ |
| Хариет Андершон   | Карин  |
| Гунар Бьорнстранд | Давид  |
| Макс фон Сюдов    | Мартин |
| Ларс Пасгор       | Минус  |

## Награди и номинации
- 1962 година филмът получава наградата Оскар за най-добър чуждоезичен филм.